# Nick Montfort
Nick Montfort est poète et professeur de médias numériques au MIT, où il dirige un laboratoire appelé The Trope Tank. Il occupe également un poste à temps partiel à l'université de Bergen où il dirige un nœud sur les systèmes narratifs informatiques au Centre de narration numérique. Parmi ses publications figurent sept livres de littérature générée par ordinateur et six livres du MIT Press, dont plusieurs sont des collaborations. Son travail comprend également des projets numériques, dont beaucoup se présentent sous la forme de programmes courts. Il vit à New York.

## Livres générés par ordinateur
The Truelist (éd. Counterpath, 2017) de Montfort est un poème de la longueur d'un livre généré par ordinateur et produit par un programme informatique d'une page. Le code est inclus à la fin du livre. Montfort a également réalisé un enregistrement studio complet de la lecture de The Truelist, disponible sur PennSound.
Parmi les livres générés par ordinateur de Montfort se trouve #! (prononcé « shebang »), dans lequel il « choisit les langages de programmation Python, Ruby et Perl (ce dernier ayant une histoire documentée en tant que support poétique) pour créer des impressions d'un idéal : des machines basées sur les règles du langage. ». Le livre comprend une version Python de « Taroko Gorge », qui est disponible en ligne en JavaScript et a été modifiée par de nombreux auteurs,. Certains de ces « remix » sont rassemblés dans The Electronic Literature Collection : Volume 3.
Montfort a collaboré avec six autres personnes sur 2x6, un livre publié par Les Figues qui comprend six programmes courts et certains des courts poèmes narratifs qu'ils génèrent en anglais, espagnol, français, polonais, japonais et russe. Ce projet a également été exposé et est disponible en ligne sur le Web. Autopia de Montfort, qui assemble de courtes phrases à partir de noms d'automobiles, est un autre projet qui apparaît également sous la forme d'un livre imprimé (publié par Troll Thread), d'une installation montrée en galerie et d'une page Web. Ces livres et d’autres générés par ordinateur ont été considérés comme des écrits conceptuels.
Plusieurs des livres imprimés par ordinateur de Montfort ont été générés avec des programmes qu'il a écrits pendant le Mois national de la génération de romans (NaNoGenMo). Il s'agit notamment de trois livres auto-édités, Hard West Turn (édition 2018), Megawatt et World Clock, écrits lors du premier NaNoGenMo en 2014,. Des traductions de deux d'entre eux ont été publiées par des presses européennes : World Clock a été publié en traduction polonaise par ha!art et Megawatt en traduction allemande par Frohmann.
Nick Montfort est le fondateur et l'éditeur de Using Electricity, une série de livres générés par ordinateur publiés par les éditions Counterpath.
En novembre 2019, Montfort a annoncé le lancement du « Nano-NaNoGenMo », qui appelait à la rédaction de programmes informatiques courts dans le cadre du Mois national de la génération de romans. Sa proposition était que les auteurs écrivent des programmes de 256 caractères ou moins pour générer des romans de 50 000 mots ou plus. Il a lui-même contribué à plusieurs de ces programmes.

## Poésie
La poésie de Nick Montfort, en plus des livres et des projets générés par ordinateur, comprend des poèmes numériques qui sont des collaborations avec d'autres. Lui, Amaranth Borsuk et Jesper Juul ont écrit The Deletionist, un système permettant de générer de la poésie d'effacement à partir de n'importe quelle page du Web. Avec Stephanie Strickland, il a écrit Sea and Spar Between, un générateur d'environ 225 trillions de strophes disposées en grille et combinant le langage de Moby Dick d'Herman Melville et des poèmes d'Emily Dickinson,. Montfort et William Gillespie ont écrit 2002: A Palindrome Story, un palindrome narratif de 2002 mots publié en 2002 sous forme imprimée et sur le Web.
Riddle & Bind (Spineless Books, 2010), le premier recueil de poésie de Montfort, est un recueil de poèmes écrits sous contrainte et d'énigmes littéraires.

## Fiction interactive
Nick Montfort a écrit sur la fiction interactive et a écrit plusieurs jeux de fiction interactive. Book and Volume (2005) a été finaliste du concours Slamdance Guerilla Gamemaker 2007. Cependant, lorsque Super Columbine Massacre RPG !, également nommé finaliste, fut exclu du festival, Montfort s'est retiré du concours en signe de protestation.
Sorti en 2000, Ad Verbum est un jeu de mots dans lequel le joueur doit comprendre des contraintes stylistiques dans différents endroits et taper certaines commandes afin de résoudre des énigmes. Il a reçu le prix XYZZY 2000 des meilleurs puzzles.
Twisty Little Passages: An Approach to Interactive Fiction, un livre de 2003, a été décrit par Steve Meretzky comme « une histoire de la fiction interactive minutieusement documentée, ainsi qu'une analyse brillante du genre ».

## Écrire sur les médias numériques
Le blog du groupe Grand Text Auto, actif au début des années 2000, était un site où Nick Montfort et d'autres ont écrit au sujet des médias numériques. Montfort a écrit Twisty Little Passages: An Approach to Interactive Fiction (MIT Press, 2003) et a co-édité The Electronic Literature Collection: Volume 1 (ELO, 2006) et The New Media Reader (MIT Press, 2003) pendant cette période.
Montfort et le professeur Ian Bogost du Georgia Institute of Technology ont écrit Racing the Beam: The Atari Video Computer System (MIT Press, 2009), une étude sur le premier système de jeu mondialement répandu, l'Atari 2600. Dans le livre, ils analysent les plateformes, ou systèmes, qui sous-tendent le processus informatique. Ils discutent également des implications sociales et culturelles du système qui a dominé le marché du jeu vidéo. En 2012, lui et neuf co-auteurs ont publié un livre sur un programme d'une seule ligne pour le Commodore 64.
Son livre le plus récent est The Future (MIT Press, 2017). Un critique décrit The Future comme « écrit par un étranger à la communauté prospective » qui « examine les œuvres d'artistes, d'inventeurs et de designers et la façon dont ils ont imaginé l'avenir ». Le livre a été décrit comme « trouvant un équilibre entre planification et poésie... un compte rendu sobre et concis de ce qu'est et a été « l'avenir », ainsi que de la manière de le penser et de le créer ».

## Travaux

### Poésie
- The Truelist (2017), également imprimé, Counterpath
- Autopia (2016), également disponible chez Troll Thread
- 2x6 (collaboration avec six autres, 2016), également imprimé, Les Figues
- Taroko Gorge (2009)
- Ream/Rame (collaboration avec Anick Bergeron, 2008)
- 2002 : A Palindrome Story (collaboration avec William Gillespie, 2002), également imprimé, Spineless Books

### Prose
- Blogue du groupe Grand Text Auto
- Book and Volume (2005)
- Implementation (collaboration avec Scott Rettberg, 2004)
- Ad Verbum (2000)
- Winchester's Nightmare (1999)

### Imprimé
- Montfort, Nick (2017). Winchester's Nightmare
- Montfort, Nick (2016). Winchester's Nightmare
- Nick Montfort, Patsy Baudoin, John Bell, Ian Bogost, Jeremy Douglass, Mark C. Marino, Michael Mateas, Casey Reas, Mark Sample et Noah Vawter, 10 PRINT CHR$(205.5+RND(1)); : GOTO 10, MIT Press, 2012 (lire en ligne)
- Montfort, Nick, and Ian Bogost (2009). Racing the Beam: The Atari Video Computer System. Cambridge, MA: MIT Press.
- Nick Montfort, Twisty Little Passages: An Approach to Interactive Fiction, Cambridge, MA, MIT Press, 2003
- Nick Montfort et Noah Wardrip-Fruin, The New Media Reader, Cambridge, MA, MIT Press, 2003